# 七仔 (大熊猫)
七仔是一只雄性棕色秦岭大熊猫，出生于2009年。它是全球现存唯一一只圈养棕色大熊猫。
七仔于2009年11月1日在陕西佛坪国家级自然保护区三官庙牌坊沟一带的丛林中被发现，当时只有2个多月大。它是世界上有记载的第五只（一说第七只）棕色大熊猫，因圆头圆脑、形似电影《长江7号》中的外星生物“七仔”而得名。次日，它被送至位于楼观台的陕西省珍稀野生动物抢救饲养研究中心（秦岭四宝基地）。
2014年12月，七仔搬至佛坪秦岭大熊猫野化培训基地。2017年，它曾在中央电视台纪录片《航拍中国·陕西》中亮相。同年11月，它搬回楼观台秦岭大熊猫研究中心（陕西省珍稀野生动物救护基地）。2019年，七仔被总部位于美国丹佛的公益组织“熊猫国际”（Pandas International）终身认养。
七仔于2018年首次参与自然交配。其后代有秦华（2020年出生，母亲为珠珠）、八仔（2021年出生，母亲为正正），不过都未遗传七仔的棕白色。